# Universo fictício

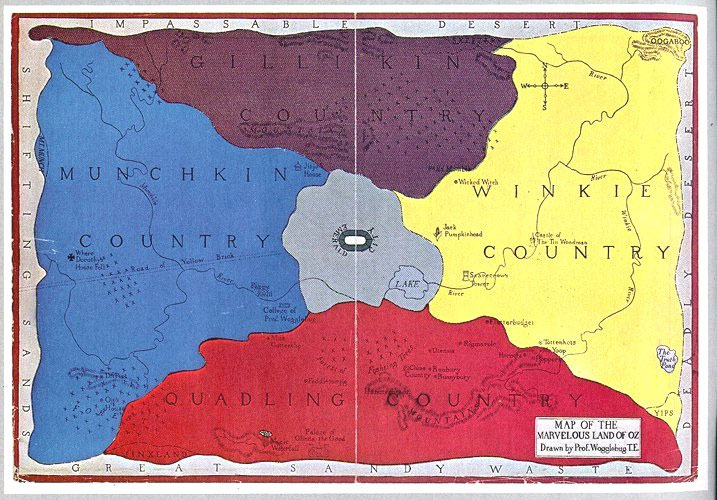
Mapa da Terra de Oz, o reino fictício que é o cenário da série Oz de L. Frank Baum

Um universo fictício, também chamado de universo imaginado ou também universo construído, é um universo inventado usado em uma narrativa ou obra. O termo é associado na maioria das vezes a ficção científica e fantasia. Podendo ser encontrado em diversas formas, como em filmes, histórias em quadrinhos, romances, vídeo games, livros e programas de televisão. 